# 德尔玛 (特拉华州)
德尔玛（英語：Delmar），是美国特拉华州苏塞克斯县（Sussex）下属的一座城镇，面积为4.92平方公里，均为陆地。2011年的数据显示该地有人口1,630人。论人口在本州排行第23。